# 구보카와역
구보카와역(일본어: 窪川駅)은 일본 고치현 다카오카군 시만토정에 위치한 시코쿠 여객철도 · 도사쿠로시오 철도의 철도역이다. 도산 선의 종점역이자, 도사쿠로시오 철도가 운영하는 나카무라 선의 기점역이기도 하다. 단선 · 섬식의 형태를 합친 2면 3선 복합 구조의 승강장을 갖췄으며, 1면 1선을 더해 총 3면 4선의 승강장을 가진 지상역이다.

## 타는 곳
| 1 | ■ 도사 쿠로시오 철도 나카무라 선 | 나카무라 · 스쿠모 방면                                    | (보통만)      |
| 2 | ■ 시코쿠 여객철도 도산 선        | 스사키 · 고치 · 도사야마다 방면                           | (보통만)      |
| 3 | ■ 시코쿠 여객철도 도산 선        | 스사키 · 고치 · 다카마쓰 · 오카야마 방면                  | (특급 · 보통) |
| 3 | ■ 도사 쿠로시오 철도 나카무라 선 | 나카무라 · 스쿠모 방면                                    | (특급만)      |
| 4 | ■ 도사 쿠로시오 철도 나카무라 선 | 시코쿠 여객철도 요도 선 직통 (에카와사키 · 우와지마 방면) |               |

## 역 주변
- 이와모토지
- 시만토 쇼핑 플라자
- 시만토강
- 시만토 정청 신청사 (2014년 5월 공용개시)
- 국도 제56호선

## 역사
- 1951년 11월 12일 : 일본국유철도의 역으로서 개업. 이것에 수반해, 구보카와 본선(자동차선)의 역은 '도사쿠보카와'에서 '구보카와'로 개칭.
- 1963년 12월 18일 : 나카무라 선 개업.
- 1987년 4월 1일 : 일본국유철도 분할 민영화에 의해, 시코쿠 여객철도가 승계.
- 1988년 4월 1일 : 나카무라 선이 도사쿠로시오 철도로 전환.

## 인접 역
| 시코쿠 여객철도 도산 선       | 시코쿠 여객철도 도산 선 | 시코쿠 여객철도 도산 선    |
| ----------------------------- | ----------------------- | -------------------------- |
| K 25 니다 다도쓰 · 고치 방면  | 도산 선                 | 시·종착역                  |
| 도사쿠로시오 철도 나카무라 선 |                         |                            |
| 시·종착역                     | 나카무라 선             | 와카이 TK 27 나카무라 방면 |